# Hyporhagus tibialis borealis
Hyporhagus tibialis borealis es una subespecie de coleóptero de la familia Monommatidae.

## Distribución geográfica
Habita en Panamá.